# OLAH
OLAH (англ. Oleoyl-ACP hydrolase) – білок, який кодується однойменним геном, розташованим у людей на 10-й хромосомі. Довжина поліпептидного ланцюга білка становить 265 амінокислот, а молекулярна маса — 29 931.
| 10         |  | 20         |  | 30         |  | 40         |  | 50         |
| ---------- |  | ---------- |  | ---------- |  | ---------- |  | ---------- |
| MERGDQPKRT |  | RNENIFNCLY |  | KNPEATFKLI |  | CFPWMGGGST |  | HFAKWGQDTH |
| DLLEVHSLRL |  | PGRESRVEEP |  | LENDISQLVD |  | EVVCALQPVI |  | QDKPFAFFGH |
| SMGSYIAFRT |  | ALGLKENNQP |  | EPLHLFLSSA |  | TPVHSKAWHR |  | IPKDDELSEE |
| QISHYLMEFG |  | GTPKHFAEAK |  | EFVKQCSPII |  | RADLNIVRSC |  | TSNVPSKAVL |
| SCDLTCFVGS |  | EDIAKDMEAW |  | KDVTSGNAKI |  | YQLPGGHFYL |  | LDPANEKLIK |
| NYIIKCLEVS |  | SISNF      |  |            |  |            |  |            |

A: Аланін

C: Цистеїн

D: Аспарагінова кислота

E: Глутамінова кислота

F: Фенілаланін

G: Гліцин

H: Гістидин

I: Ізолейцин

K: Лізин

L: Лейцин

M: Метіонін

N: Аспарагін

P: Пролін

Q: Глутамін

R: Аргінін

S: Серин

T: Треонін

V: Валін

W: Триптофан

Кодований геном білок за функцією належить до гідролаз. 
Задіяний у таких біологічних процесах, як метаболізм жирних кислот, метаболізм ліпідів, біосинтез жирних кислот, біосинтез ліпідів, ацетилювання, альтернативний сплайсинг. 